# 闪毛党参
闪毛党参（学名：Codonopsis pilosula var. handeliana）为桔梗科党参属下的一个变种。

## 扩展阅读
- 維基物種上的相關：闪毛党参